# Justine Fedronic
Justine Fedronic (née le 11 mai 1991 à Heidelberg, en Allemagne) est une athlète française, spécialiste du 800 mètres.

## Biographie
Née en Allemagne, d'un père martiniquais et d'une mère hongroise, Justine Fedronic possède la double nationalité franco-hongroise. Après quelques années passées en France, la famille se fixe en Californie, aux États-Unis. En juin 2013, elle décide de concourir sous les couleurs de la France et prend une licence aux Aiglons du Lamentin, en Martinique.
Étudiante à l'Université Stanford, à Palo Alto, elle se classe troisième des championnats NCAA 2013 en 2 min 1 s 67. Le 6 juillet 2013, à l'occasion du Meeting Areva de Saint-Denis, elle établit un nouveau record personnel en 2 min 0 s 97 et réalise les minima B pour les championnats du monde de Moscou.
En mai 2014, lors des relais mondiaux de l'IAAF, à Nassau, Justine Fedronic établit un nouveau Record de France du relais 4 × 800 mètres en 8 min 17 s 54, en compagnie de Clarisse Moh, Lisa Blamèble et Rénelle Lamote.
Le 4 juin 2016, Justine Fedronic descend pour la 1re fois sous la barrière des 2 minutes à Atlanta dans le temps d'1 min 59 s 83. Le 25 juin, elle devient vice-championne de France en 2 min 2 s 79, derrière Rénelle Lamote (2 min 2 s 09).
Le 11 février 2017, elle bat son record personnel en salle, signant 2 min 01 s 36. Ce temps lui permet de se qualifier pour les Championnats d'Europe en salle de Belgrade.

### 2018-2022
vu sur instagram
en post double covidée
elle fait du coaching et ne s'entraine plus en vue de compétition 
elle est en retraite du sport de haut niveau
elle aura été une étoile filante dans l'athlé Francais 
quelques championnats de france
et en fait marquant sa participation aux jo de rio en 2016 stoppée en séries

## Palmarès
| Date | Compétition                   | Lieu    | Résultat | Épreuve   | Temps         |
| ---- | ----------------------------- | ------- | -------- | --------- | ------------- |
| 2013 | Championnats d'Europe espoirs | Tampere | 5e       | 800 m     | 2 min 04 s 49 |
| 2013 | Championnats d'Europe espoirs | Tampere | 3e       | 4 × 400 m | 3 min 30 s 64 |
| 2014 | Relais mondiaux de l'IAAF     | Nassau  | 5e       | 4 × 800 m | 8 min 17 s 54 |

Palmarès national
- Championnats de France d'athlétisme
  - 2e du 800 m en 2014,2016 et 2019

## Records
| Épreuve | Épreuve   | Performance   | Lieu      | Date            |
| ------- | --------- | ------------- | --------- | --------------- |
| 800 m   | Plein air | 1 min 59 s 83 | Atlanta   | 4 juin 2016     |
| 800 m   | Salle     | 2 min 01 s 36 | New York  | 11 février 2017 |
| 1500m   | Plein air | 4 min 14 s 69 | Palo Alto | 28 avril 2013   |